# ميغيل أنخيل بوستييو
ميغيل أنخيل بوستييو (بالإسبانية: Miguel Ángel Bustillo)‏ هو لاعب كرة قدم إسباني في مركز الهجوم، ولد في 9 سبتمبر 1946 في سرقسطة في إسبانيا، وتوفي في 3 سبتمبر 2016 في ريوس في إسبانيا. شارك مع منتخب إسبانيا لكرة القدم. أما مع النوادي، فقد لعب مع ريال سرقسطة ونادي برشلونة.

## وصلات خارجية
- ميغيل أنخيل بوستييو على موقع قاعدة بيانات كرة القدم.إي يو (الإنجليزية)
- ميغيل أنخيل بوستييو على موقع ناشيونال فوتبول تيمز (الإنجليزية)